# Lançac (Fenolleda)
Lançac (en francès oficialment, Lansac) és un municipi de la comarca de la Fenolleda, al departament dels Pirineus Orientals.

## El terme
El terme municipal de Lançac, de 5,19 km² d'extensió, situat a l'interfluvi de l'Aglí i el riu de Maurí, al vessant d'aigües de l'Aglí. Comprèn el poble de Lançac, únic nucli de població del municipi, i limita amb els termes de l'Esquerda (N), Rasigueres (E), Caramany (S) i Centernac (W),. Petites carreteres locals comuniquen amb les poblacions veïnes i amb les més importants D-619 (de Sant Pau de Fenollet a Prada) o D-117 (de Sant Pau a Estagell).

## El poble
Lançac es troba a 285 m d'altitud, a la dreta de la ribera de Lo Boissar o Rec Grand, sota el gran roc de Lançat, calcari, que es destaca en el paisatge. El formen un petit grup de cases centrades per l'església parroquial de Sant Just (esmentada des del 1017; eccl. S. Justi de Alansacho el 1356), la qual, malgrat la seva subjecció a l'efímer bisbat de Besalú, formà després part de l'ardiaconat de Fenollet i depengué per tant de la diòcesi de Narbona i -des de 1318- al bisbat d'Alet. Al roc de Lançac hi ha vestigis d'una torre de defensa medieval dita la torre de Lançac.

## El territori
El sector més alterós del territori és el gran Roc de Lançac (500 m), que domina el poble pel SW, fragment residual de cobertora calcària del secundari que domina els lloms granítics primaris de l'antic massís hercinià dels Pirineus en el qual s'inclou el terme (massís de l'Aglí). L'eix del territori és el Rec Grand, afluent de l'Aglí que neix a la propera serra de l'Esquerda i desaigua a l'Aglí prop de Rasigueres, després de travessar el municipi en direcció NW-SE. A la banda N, el terme s'alça fins a 387 m. El bosc (alzinars) ocupa sobretot la banda de llevant (boscs de Lo Cabridó i de Los Lhobats).

## L'agricultura
La superfície agrícola es limita a 135 ha (en unes 16 explotacions) dedicades bàsicament a la vinya (129 ha, de les quals 127 amb denominació d'origen controlada i un parell d'altres vins). Els altres conreus són minsos i no hi ha cens ramader; tanmateix es nota un augment de la superfície de les explotacions per artigament de landes o per compra de terrasses veïnes. Són importants els jaciments de feldespat i hi ha diversos carreres en activitat. Hi ha una cooperativa vinícola amb una capacitat inferior als 10.000 hl.

## Història
El lloc (villa Olonzach) formava part, el 1017, de la dotació del bisbat de Besalú, creat a instancies del comte Bernat Tallaferro, comte de Besalú, el qual, en el seu testament (divulgat el 1021), deixava «la seva filla Adelaida, amb l'alou de Lançac (Olokag in comitatu Feniolotense)» al monestir de Sant Pau, llevat de la parròquia, que restava dependent de l'església de Besalú. Al segle xii, els vescomtes de Fenollet cobraven, però, diverses rendes sobre Sant Pau i els seus dominis, entre els quals un dret d'alberga a Lançac (villa de lanciano), que el vescomte Arnau I de Fenollet abolí en el seu testament de 1173. La família del Viver-Lançac tenia la senyoria del lloc els segles xvii i xviii. En els censos antics no figura el lloc (que depenia parroquialment de Centernac).

## Geografia

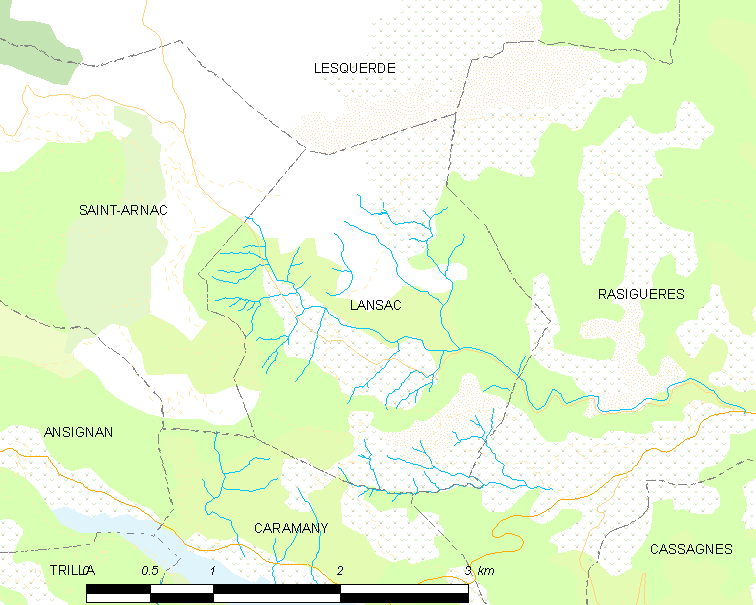
Mapa de la comuna de Lançac

## Administració i política
| Alcalde        | Període     |
| -------------- | ----------- |
| Michel Couble  | 1995 - 2014 |
| Gilles Rivière | 2014-       |

## Demografia
Lançac, el 1762 figura amb nomes 3 focs i el 1789 amb 9 focs. El 1818 va pujar a 71 habitants i s'ha mantingut amb alts i baixos des d'aleshores, generalment per sota dels 100 habitants; 68 el 1861, 96 el 1896, 106 el 1926, 129 el 1954, 95 el 1962, 117 el 1968, 86 el 1975, i així més o menys fins l'últim cens de 2015, amb 97 habitants. Les fluctuacions són causades, essencialment, per la mà d'obra de les pedreres.

Població 1962-2008